# Euselasia marica
Euselasia marica is een vlindersoort uit de familie van de prachtvlinders (Riodinidae), onderfamilie Euselasiinae.
Euselasia marica werd in 1919 beschreven door Stichel.